# Sharpe-kövirigó
A Sharpe-kövirigó (Monticola sharpei) a madarak osztályának verébalakúak (Passeriformes)  rendjébe és a légykapófélék (Muscicapidae) családjába tartozó faj.

## Rendszerezése
A fajt George Robert Gray angol zoológus írta le 1871-ben, a Cossypha nembe Cossypha Sharpei néven. Szerepelt a Pseudocossyphus nemben Pseudocossyphus sharpei néven is.

## Alfajai
- Monticola sharpei bensoni Farkas, 1971
- Monticola sharpei erythronotus Lavauden, 1929
- Monticola sharpei salomonseni Farkas, 1973
- Monticola sharpei sharpei (G. R. Gray, 1871)[2]

## Előfordulása
Madagaszkár területén honos. Természetes élőhelyei a szubtrópusi és trópusi gyepek és cserjések, síkvidéki és hegyi esőerdők, valamint ültetvények . Állandó, nem vonuló faj.

## Megjelenése
Testhossza 16 centiméter.
|  |  |

## Természetvédelmi helyzete
Az elterjedési területe nagy, egyedszáma ugyan csökken,  de még nem éri  el a kritikus szintet. A Természetvédelmi Világszövetség Vörös listáján mérsékelten fenyegetett fajként szerepel.